# Фаукария
Фаукария (лат. Faucaria) — род растений семейства Аизовые (Aizoaceae), произрастающий на территории Капской провинции ЮАР. 

## Название
Родовое латинское (научное) название Faucaria происходит от лат. faux, что означает «пасть», и греч. αρι, что переводится как «много». Таким образом, название Faucaria можно интерпретировать как «группа пастей».

## Ботаническое описание

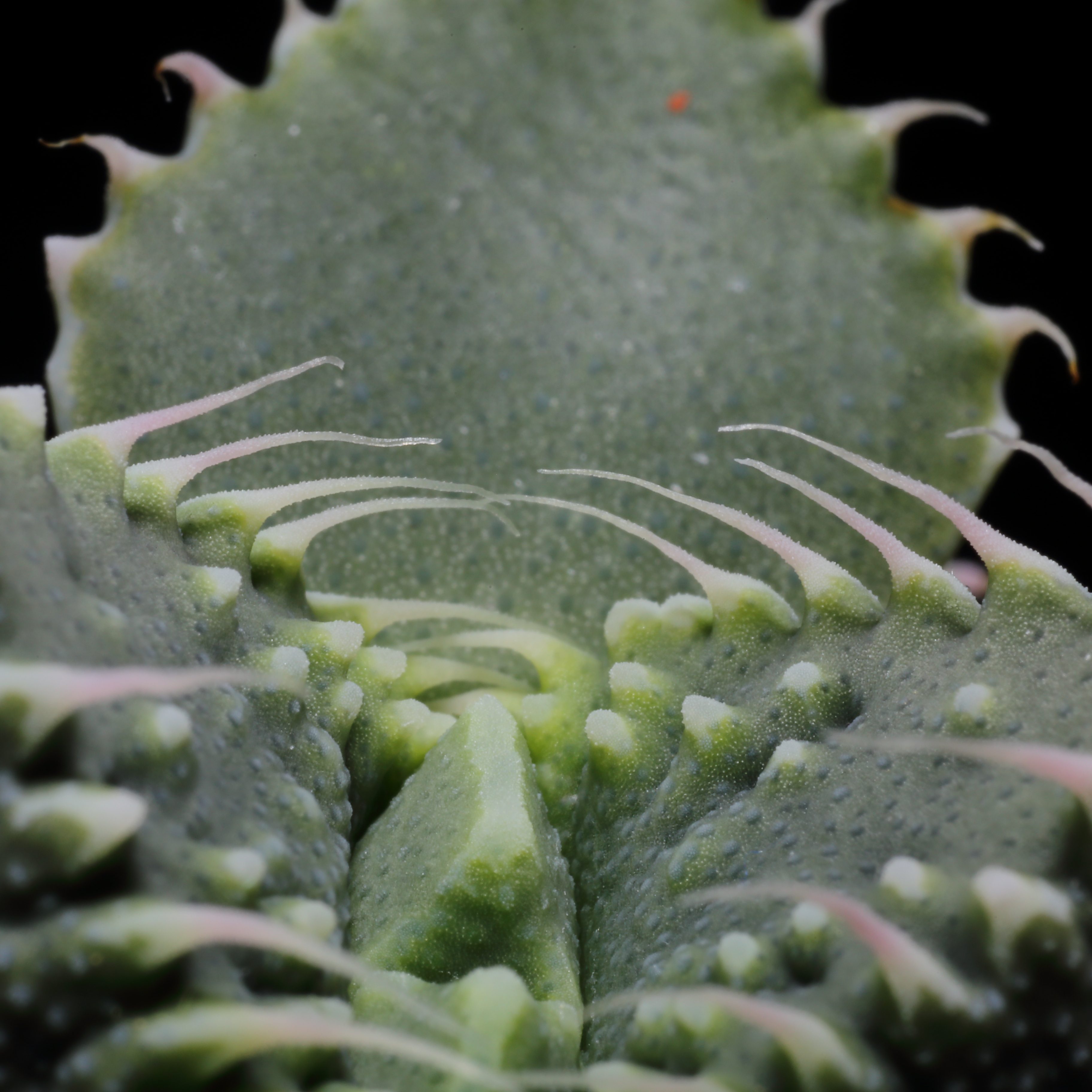
Характерные зубчатые края

Карликовые, ветвистые многолетники, образующие розетки. Корни слегка мясистые. Листья супротивные, по 2-4 пары на коротких стеблях, слегка сросшиеся у основания. Они имеют широкотреугольную форму, от треугольных до практически плоских, длиной до 45 мм и шириной до 20 мм. Листья имеют гладкие белые или зубчатые края, а у некоторых видов зубцы удлиненные и оканчиваются тонкой нитью. Поверхность листьев может быть гладкой, бугорчатой, мраморной или ребристой. Они могут быть темно-зеленого, красновато-фиолетового или редко голубоватого цвета.
Цветки одиночные, верхушечные, на короткой цветоножке, сидячие или почти сидячие, двудольчатые, диаметром от 30 до 50 мм. Цветки раскрываются днем и закрываются вечером. Чашелистиков 5, неравных, часто с килеватым краем. Лепестки 2- или 3-рядные, свободные, линейные, заостренные, тупые или выемчатые, часто загнутые. Внутри они могут быть желтого или оранжевого цвета, а снаружи и при увядании они часто красновато-медные, редко белые. Тычинки эпапиллярные. Нектарник состоит из 5 отдельных горошиновидных железок, которые могут быть от желтого до зеленовато-коричневого цвета. Завязь приподнята и имеет конусообразную или почти шаровидную форму сверху. Рыльца 5 или 6, нитевидные и прямостоячие. Плод представляет собой 5- или 6-гнездную коробочку, похожую на тип Лейподльдтия (Leipoldtia), но без замыкающих тел. Некоторые плоды могут быть 10-гнездными или бессемянными, где 5 пустых ямок чередуются с локулами и семенами, прикрытыми отогнутыми пластинками. Крылья створок плотные, толстые, сросшиеся только в своей базальной части, и после вскрытия капсулы они жестко стоят над локулами. В конце развития коробочки они выталкиваются ростом новых листьев. Семена имеют длину около 1,5 мм и красновато-коричневый цвет с мелкими выступами на ножках. Цветение происходит в период с конца лета до осени.
Число хромосом — 9. 

## Таксономия
Faucaria Schwantes, первое упоминание в Z. Sukkulentenk. 2: 176 (1926).

### Виды
Подтвержденные виды (8) по данным сайта Plants of the World Online на 2023 год:
- Faucaria bosscheana (A.Berger) Schwantes — Фаукария Босха
- Faucaria britteniae L.Bolus
- Faucaria felina (L.) Schwantes — Фаукария кошачья
- Faucaria gratiae L.Bolus
- Faucaria nemorosa L.Bolus ex L.E.Groen
- Faucaria subintegra L.Bolus — Фаукария почтицельная
- Faucaria tigrina (Haw.) Schwantes — Фаукария тигриная
- Faucaria tuberculosa (Rolfe) Schwantes

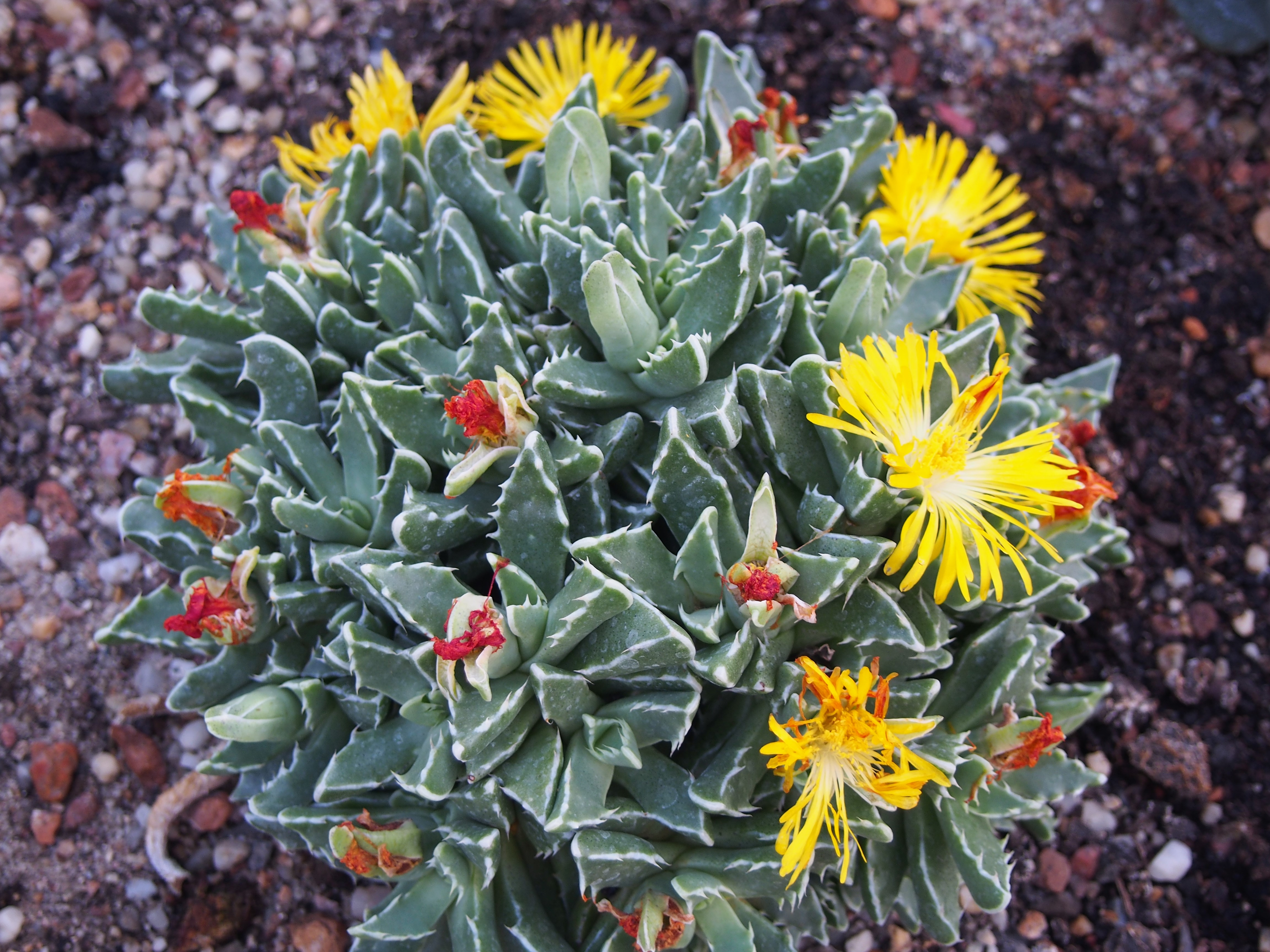
Faucaria bosscheana
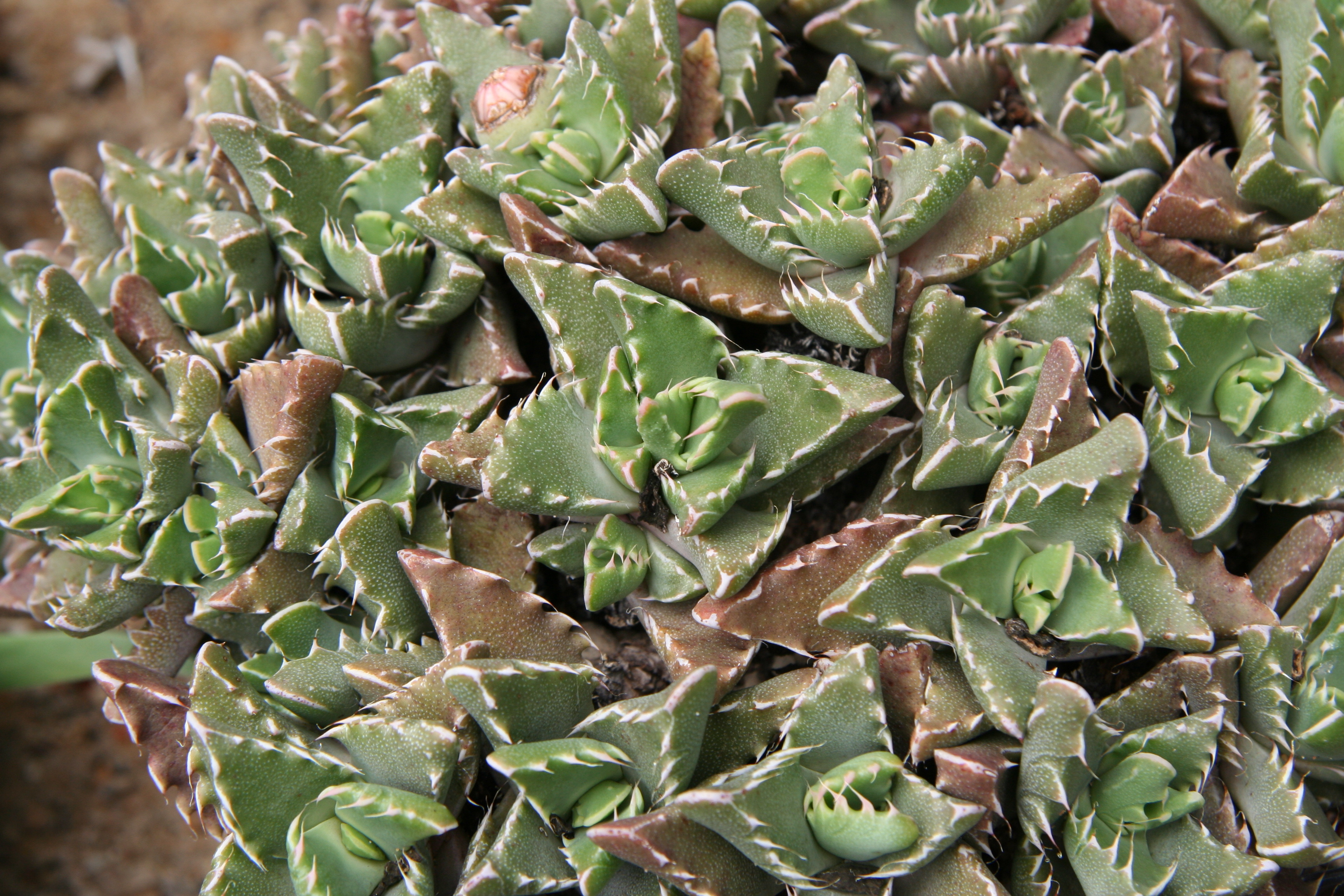
Faucaria britteniae
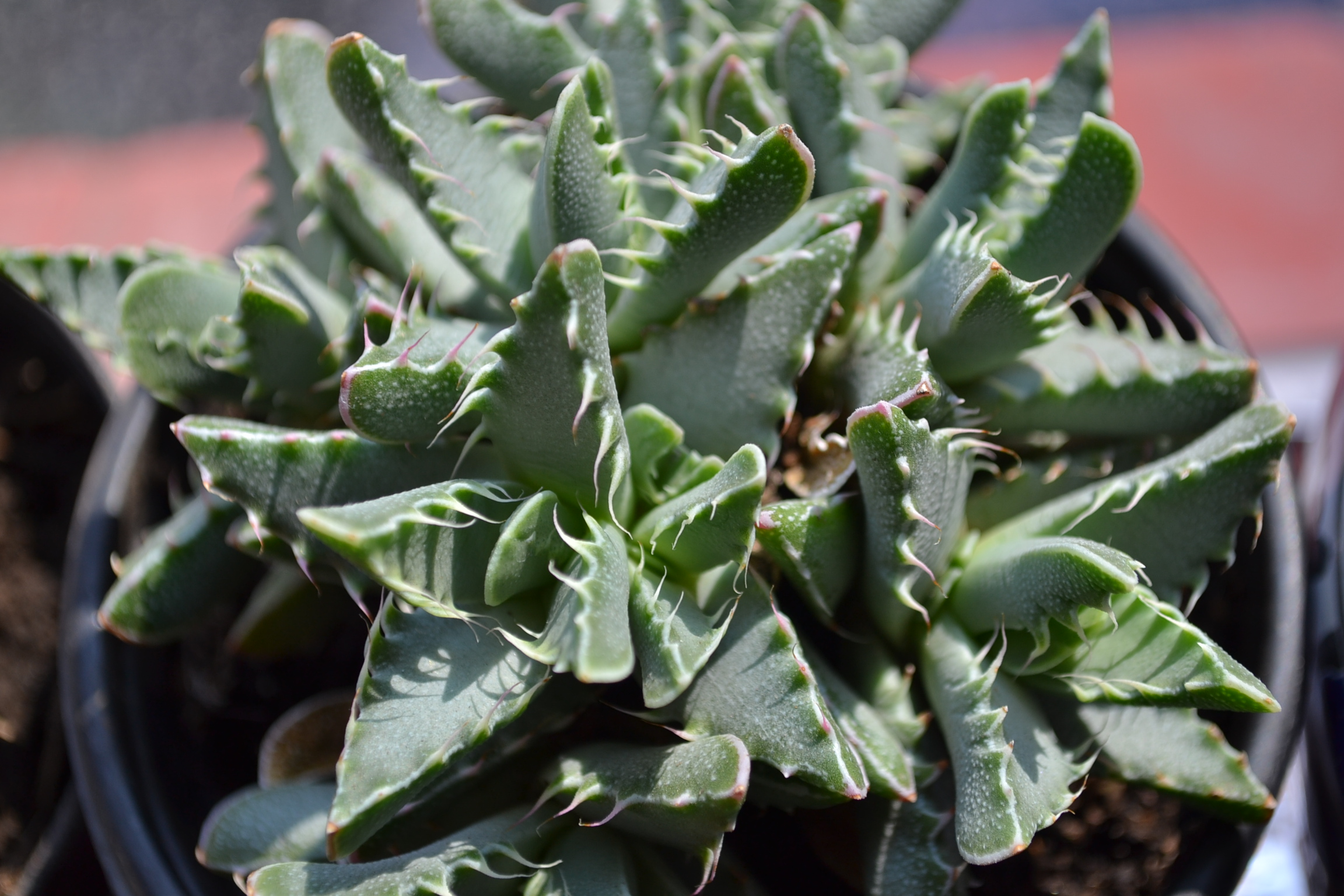
Faucaria felina
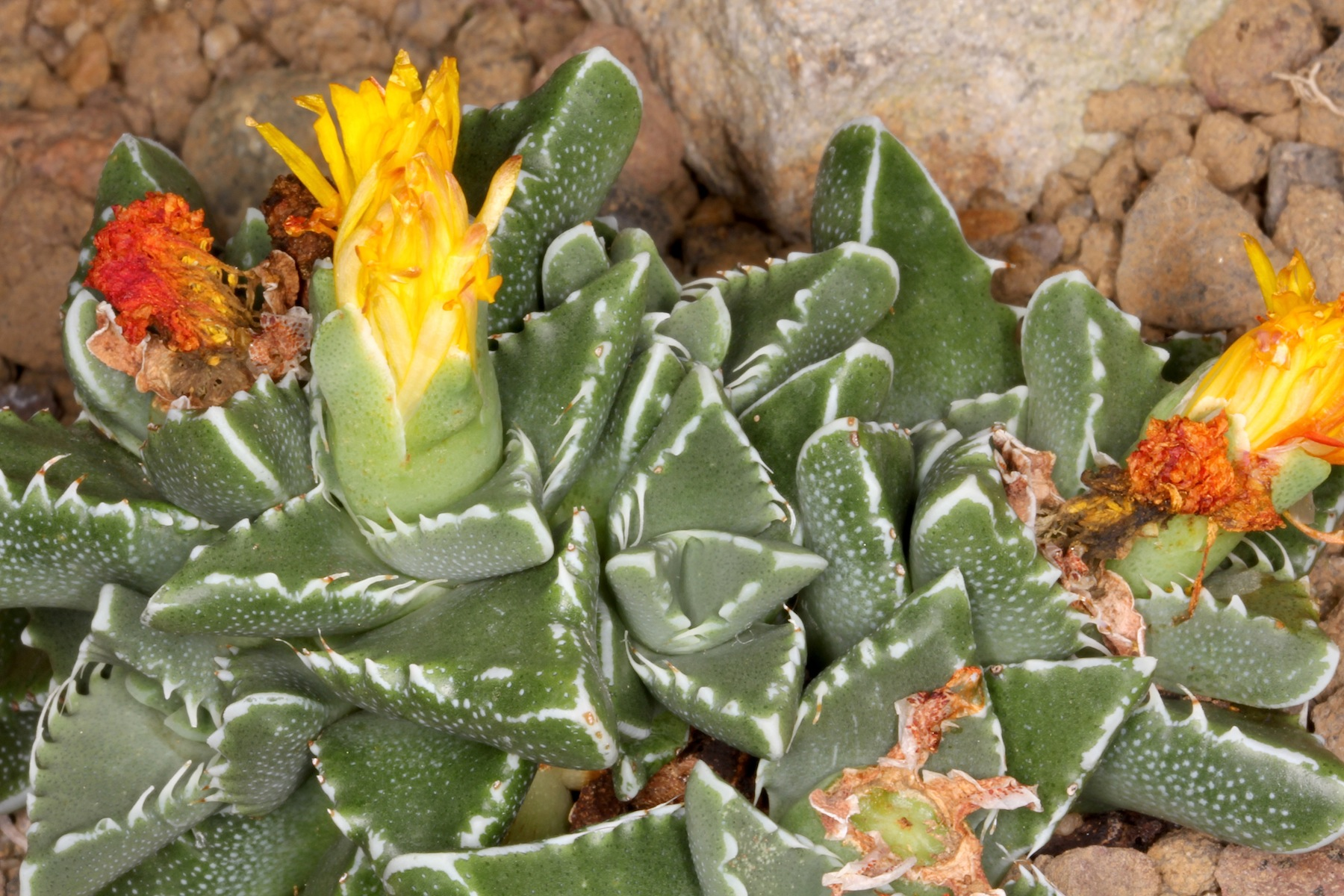
Faucaria subintegra
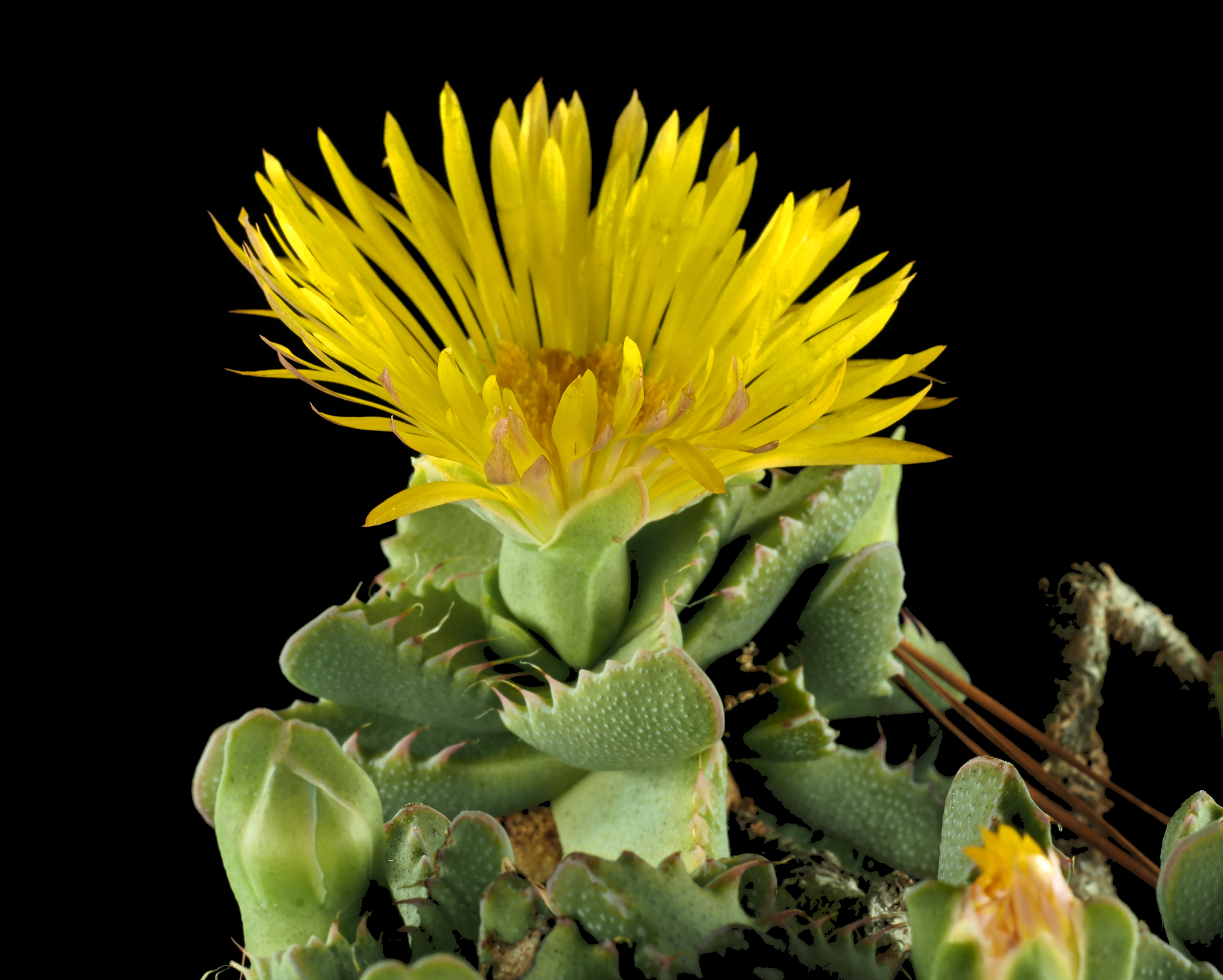
Faucaria tigrina
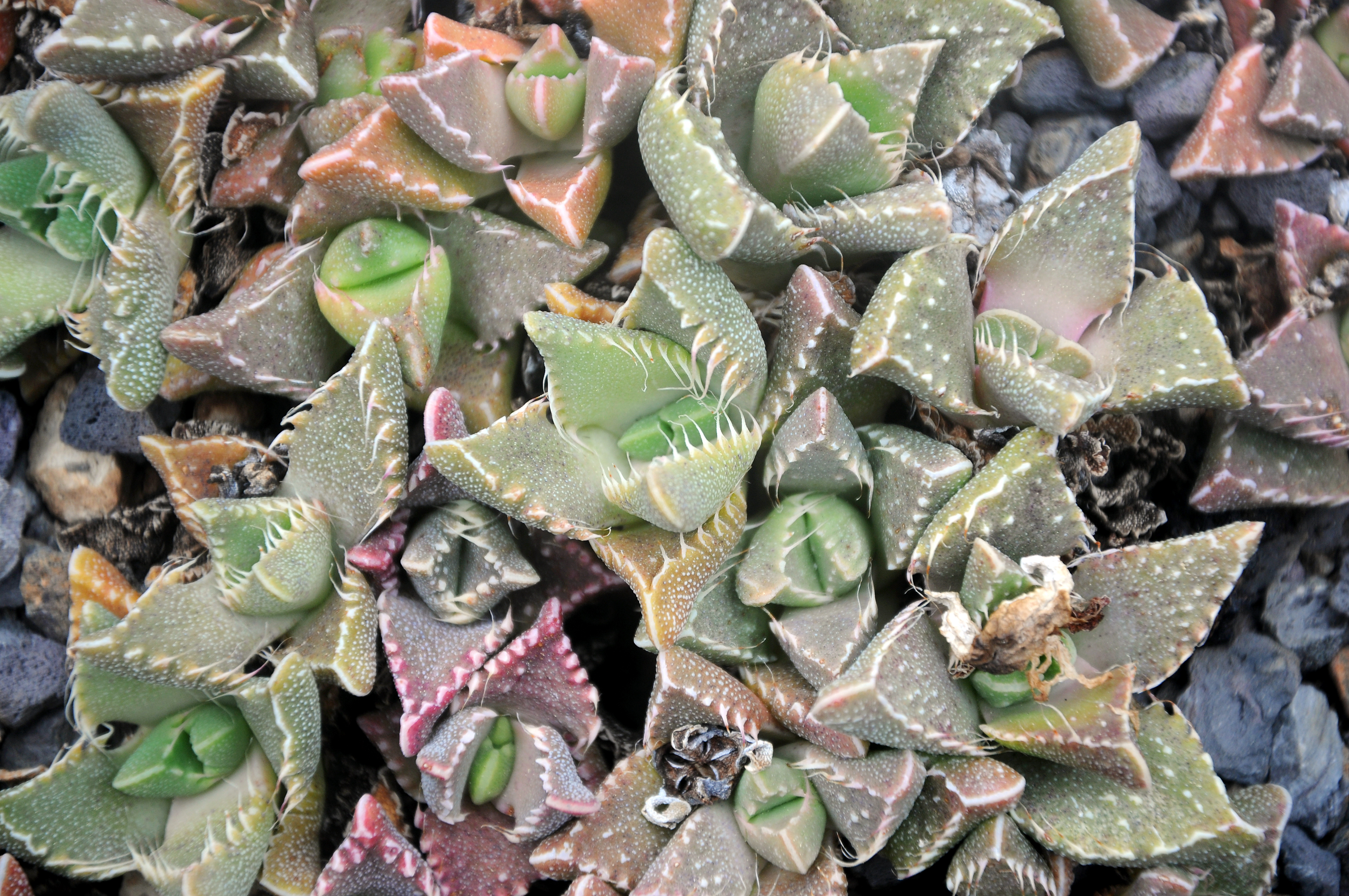
Faucaria tuberculosa